# Anaesthetis lanuginosa
Anaesthetis lanuginosa är en skalbaggsart som beskrevs av Julius Baeckmann 1903. Anaesthetis lanuginosa ingår i släktet Anaesthetis och familjen långhorningar.
Artens utbredningsområde är Iran. Inga underarter finns listade i Catalogue of Life.